# Borovnica, Šmohor - Preseško jezero
Borovnica (nemško Braunitzen) je naselje občine Šmohor - Preseško jezero v okraju Šmohor na Koroškem v Avstriji.